# Bistum Chuncheon
Das Bistum Chuncheon (lat.: Dioecesis Chuncheonensis, kor.: 천주교 춘천교구) ist eine in Südkorea und formal auch in Nordkorea gelegene römisch-katholische Diözese mit Sitz in Chuncheon.

## Geschichte
Das Bistum Chuncheon wurde am 25. April 1939 durch Papst Pius XII. mit der Apostolischen Konstitution Ad fidei propagationem aus Gebietsabtretungen des Apostolischen Vikariates Seoul als Apostolische Präfektur Shunsen errichtet. Die Apostolische Präfektur Shunsen wurde am 16. Juli 1950 in Apostolische Präfektur Chunchon umbenannt. Am 20. September 1955 wurde die Apostolische Präfektur Chunchon durch Papst Pius XII. zum Apostolischen Vikariat erhoben.
Am 10. März 1962 wurde das Apostolische Vikariat Chunchon durch Papst Johannes XXIII. mit der Apostolischen Konstitution Fertile Evangelii zum Bistum erhoben und in Bistum Chuncheon umbenannt. Es wurde dem Erzbistum Seoul als Suffraganbistum unterstellt.

## Ordinarien

### Apostolische Präfekten von Shunsen
- Thomas F. Quinlan SSCME, 1940–1943 und 1948–1955

### Apostolische Vikare von Chunchon
- Thomas Quinlan SSCME, 1955–1962

### Bischöfe von Chuncheon
- Thomas Quinlan SSCME, 1962–1965
- Thomas Stewart SSCME, 1966–1994
- John Chang-yik, 1994–2010
- Lucas Kim Un-hoe, 2010–2020
- Simon Kim Ju-young, seit 2020